# تاكايوكي أوكي
تاكايوكي أوكي (باليابانية: 青木孝行؛ بالكانا: あおき たかゆき) هو سائق سباق ياباني، ولد في 26 أكتوبر 1972.

## روابط خارجية
- تاكايوكي أوكي على موقع DriverDB.com (الإنجليزية)